# Льеж — Бастонь — Льеж 1980
66-й выпуск Льеж — Бастонь — Льеж — шоссейной однодневной велогонки по дорогам Бельгии. Гонка длиной 244 километра со стартом и финишем Льеже была проведена 24 апреля 1980 года.

## Участники
| Профессиональные велокоманды (15)- Renault-Gitane - Peugeot-Esso-Michelin - IJsboerke-Warncke Eis - Boule d'Or-Sunair-Colnago - La Redoute-Motobécane - Safir-Ludo - Splendor-Admiral - TI-Raleigh-Creda - DAF Trucks-Lejeune - Bianchi-Piaggio - Boston-IFI-Mavic - Miko-Mercier-Vivagel - Puch-Sem-Campagnolo - Gis Gelati - Marc-Carlos-V.R.D.-Woningbouw |
| |

## Ход гонки
В ход гонки на всём её протяжении от старта до финиша вмешивалась погода. Только 21 гонщик из 174 стартовавших смогли добраться до финиша.
Пелотон начал гонку в бушующей снежной буре. После первого часа гонки более половины всех стартовавших сошли с дистанции. Спустя ещё час около 60 гонщиков также покинуло гонку. Таким образом гонку продолжала одна треть стартовавших спортсменов.
Два гонщика, Руди Певенаж и Лудо Питерс, оторвались от разбитого пелотона и заработали преимущество в 2’15" от остальных на подъёме Stockeu. Бернар Ино объединился с Сильвано Контини и Хенком Лаббердингом, и после 20-километровой погони догнали лидеров на подъёме Haute Levée. За 80 км до финиша Ино пошёл в одиночный отрыв по заснеженным дорогам и пролидировал до самого финиша в Льеже. После семи часов гонки при минусовой температуре он финишировал почти на 10 минут раньше второго призёра Хенни Кёйпера и одержал свою вторую победу на Льеж-Бастонь-Льеж после 1977 года.
Гонка была исключительно сложной из-за погодных условий: снег шёл с самого начала, а температура была близкой к точке замерзания, что привело к тому, что комментаторы назвали её «Neige-Bastogne-Neige» («Snow-Bastogne-Snow» «Снег — Бастонь — Снег»). Многие СМИ назвали это худшей погодой в Арденнах в истории Льеж-Бастонь-Льеж.
Особенность опубликованной британского журнала Procycling в 2000 году, описала пресловутую гонку:

Холодный ветер, который дул в Бельгии, принёс снежные хлопья, а затем тяжёлый снег который начал падать в момент начала гонки. […] Гонщики изо всех сил пытались, прикрывая лицо руками, разглядеть дорогу. Гонка была безликой из-за массы курток и ветровок. Зрители стояли в очках, как элитарные снеговики, краснолицые в ожесточение. В течение часа у некоторых команд едва осталось по одному гонщику на дистанции. Они сходят по два десатка за раз. Среди них были такие гонщики как, таких как Джанбаттиста Баронкелли и Джузеппе Саронни, Люсьен ван Импе и Жан-Рене Бернадо.
Оригинальный текст (англ.)A cold wind that blew across Belgium brought snow flakes and then a heavy fall within moments of the race starting. [...] Riders struggled on, with hands to faces to keep a view on the road. The race was an anonymous mass of plastic jackets and windcheaters. Spectators stood in goggles like upmarket snowmen, red-faced in the bitterness. Within the hour some teams had barely a man left on the road. They pulled out two dozen at a time, men like Gibi Baronchelli and Giuseppe Saronni, Lucien Van Impe and Jean-René Bernaudeau.

Ино был одним из 21 гонщиков, которые закончили гонку. Он получил обморожение двух пальцев на правой руки, потребовалось три недели, чтобы восстановить их правильную подвижность, и это сказывается по сей день.

## Результаты
| \| Генеральная классификация \| Генеральная классификация \| Генеральная классификация \| Генеральная классификация \| Генеральная классификация \| \| Гонщик \| Гонщик \| Команда \| Время \| \| \| ------------------------- \| ------------------------- \| ------------------------- \| ------------------------- \| ------------------------- \| \| 1-й \| Бернар Ино \| Renault-Gitane \| 7ч 01' 42 \| \| \| 2-й \| Хенни Кёйпер \| Peugeot-Esso-Michelin \| + 9' 24 \| \| \| 3-й \| Рони Клас \| IJsboerke-Warncke Eis \| + 9' 24 \| \| \| 4-й \| Альфонс Де Вольф \| Boule d'Or-Studio Casa \| + 10' 34 \| \| \| 5-й \| Пьер Баззо \| La Redoute-Motobécane \| + 10' 34 \| \| \| 6-й \| Людо Петерс \| IJsboerke-Warncke Eis \| + 10' 34 \| \| \| 7-й \| Херман Ван Спрингел \| Safir-Ludo \| + 12' 05 \| \| \| 8-й \| Гидо Ван Кастер \| Splendor-Admiral \| + 12' 35 \| \| \| 9-й \| Йохан ван дер Вельде \| TI-Raleigh-Creda \| + 12' 35 \| \| \| 10-й \| Эдди Шеперс \| DAF Trucks-Lejeune \| + 12' 35 \| \| \| 11-й \| Жильбер Дюкло-Лассаль \| Peugeot-Esso-Michelin \| + 12' 35 \| \| \| 12-й \| Сильвано Контини \| Bianchi-Piaggio \| + 12' 35 \| \| \| 13-й \| Хенк Люббердинг \| TI-Raleigh-Creda \| + 16' 03 \| \| \| 14-й \| Штефан Муттер \| TI-Raleigh-Creda \| + 16' 03 \| \| \| 15-й \| Паскаль Симон \| Peugeot-Esso-Michelin \| + 16' 03 \| \| \| 16-й \| Ян Йонкер \| Boston-IFI-Mavic \| + 17' 59 \| \| \| 17-й \| Берт Остербош \| TI-Raleigh-Creda \| + 18' 35 \| \| \| 18-й \| Пауль Велленс \| TI-Raleigh-Creda \| + 18' 35 \| \| \| 19-й \| Фриц Пирард \| Miko-Mercier-Vivagel \| + 18' 35 \| \| \| 20-й \| Жан-Раймонд Тосо \| Puch-Campagnolo-Sem \| + 24' 06 \| \| \| 21-й \| Йостейн Вилман \| Puch-Campagnolo-Sem \| + 27' 00 \| \| |                       |                        |           |
| |                       |                        |           |
| Источники: ProCyclingStats Cycling Archives |                       |                        |           |
| Генеральная классификация |                       |                        |           |
| Гонщик | Гонщик                | Команда                | Время     |
| 1-й | Бернар Ино            | Renault-Gitane         | 7ч 01' 42 |
| 2-й | Хенни Кёйпер          | Peugeot-Esso-Michelin  | + 9' 24   |
| 3-й | Рони Клас             | IJsboerke-Warncke Eis  | + 9' 24   |
| 4-й | Альфонс Де Вольф      | Boule d'Or-Studio Casa | + 10' 34  |
| 5-й | Пьер Баззо            | La Redoute-Motobécane  | + 10' 34  |
| 6-й | Людо Петерс           | IJsboerke-Warncke Eis  | + 10' 34  |
| 7-й | Херман Ван Спрингел   | Safir-Ludo             | + 12' 05  |
| 8-й | Гидо Ван Кастер       | Splendor-Admiral       | + 12' 35  |
| 9-й | Йохан ван дер Вельде  | TI-Raleigh-Creda       | + 12' 35  |
| 10-й | Эдди Шеперс           | DAF Trucks-Lejeune     | + 12' 35  |
| 11-й | Жильбер Дюкло-Лассаль | Peugeot-Esso-Michelin  | + 12' 35  |
| 12-й | Сильвано Контини      | Bianchi-Piaggio        | + 12' 35  |
| 13-й | Хенк Люббердинг       | TI-Raleigh-Creda       | + 16' 03  |
| 14-й | Штефан Муттер         | TI-Raleigh-Creda       | + 16' 03  |
| 15-й | Паскаль Симон         | Peugeot-Esso-Michelin  | + 16' 03  |
| 16-й | Ян Йонкер             | Boston-IFI-Mavic       | + 17' 59  |
| 17-й | Берт Остербош         | TI-Raleigh-Creda       | + 18' 35  |
| 18-й | Пауль Велленс         | TI-Raleigh-Creda       | + 18' 35  |
| 19-й | Фриц Пирард           | Miko-Mercier-Vivagel   | + 18' 35  |
| 20-й | Жан-Раймонд Тосо      | Puch-Campagnolo-Sem    | + 24' 06  |
| 21-й | Йостейн Вилман        | Puch-Campagnolo-Sem    | + 27' 00  |